# Куманите
Куманите е село в Северна България. То се намира в Община Дряново, област Габрово.

## География
Из записките на писателя – краевед Мойсей Мойсеев и проучванията на инж. Добрин Чайлев.
Село Кумани е разположено в топлата пазва на два старопланински хълма в полите на Централен Балкан, които са го скрили сякаш от света, сред гори от дъб и градини от ябълки, круши и орехи. През 1939 г. селото е брояло 60 къщи с около 250 жители, във всяка къща са расли от 5 до 8 деца. Състои се от пет махали: Болярската, Бодурската, Рашковската, Горният край и Отсрещната. В тази, последната е живял народният артист Иван Кондов. Един слънчев вир от зеленина и славееви градини, чийто покой е нарушаван само от камбанката на кукувицата, от цигулките на щурците, жуженето на пчелите и от сладката песен на изворите. Намира се на 8 км от гр. Дряново, на 10 км от гр. Трявна, на 8 км от с. Боженци, на 25 км от ЕИР „Етъра“ и на 28 км от старопрестолния Търновград. Климатът е мек през зимата и прохладен през лятото.

## История
„... Това е едно диво племе, което нито оре, нито сее, нито има колиби или къщи. Те имат плъстени палатки – живелища. Те се обличат в овча кожа… не престават да скитат и денем и нощем….“ – пише за куманите Робер дьо Клари в „Описание на IV кръстоносен поход“.
„Куманите нямат общ властелин, а само князе и благородни фамилии. Те живеят на палатки, извънредно далекогледи са, защото не ядат сол и употребяват известни растения. Те са отлични стрелци с лък и убиват птица, както лети. Те забелязват и узнават предметите на повече от един ден разстояние…“, пише еврейският пътешественик Раввиг Петахия, пътувал от Регенсбург до Азия около 1179 г.
Легендата твърди, че майката на Асен и Петър е куманка. Куманка била и жената на Калоян – Целгуба, сестра на куманския вожд Йона, прекръстена на Мария. Някои изследователи приемат, че тия хора са живеели на това място. Според местните легенди, на Куманския баир е лагерувала голяма част от бойните съюзници на Асеневци – куманите и именно куманското присъствие е дало името на селото. Този обширен полупланински район им е бил даден от Петър и Асен, за да бъдат скрити от ромейски очи и в същото време да им бъдат под ръка в предстоящите решителни схватки с византийците. Крепостта „Стринава“, която историците  все още търсят, е ключът на всички проходи в Тревненския и Габровски Балкан, водещи на юг. Приема се, че тя е голяма и много важна военна база, сигурна защита на новата столица Търново, отстояща само на около 30 км източно. В крепостта „Стринава“, или „Града“, или „Царовището“, останките на която се намират на около 2 км северно от с. Царева Ливада, Габровско, според местните легенди са се родили братята Асен и Петър от майка куманка и баща българин. По-късно в „Стринава“ идвали на почивка, на лов и е била като лятна резиденция. Тази крепост може да е дирената от историците древна „Стринава“. Заедно с принадлежащите ѝ още три крепости – „Боруна“, „Куклата“ и „Калето“, тя е играла важна роля в създаването и укрепването на Втората българска държава. Останките от всичките тия крепости са реалност. Някои са от троен ред стени, дебели до 2 метра. Многобройните находки от монети, стрели, копия, мечове, катинар, тежащ 13 kg, купищата човешки кости под стените доказват недвусмислено, че тук някога е кипял живот. Името Царева ливада се свързва и с наименованията на други местности в района. Все в този край около Стринавското плато с площ около 5 – 6 квадратни километра, освен Цар Асеник има местности Цар Каоляник, Царюви бахчи, Цар Асенова пътека. През 1190 г. в този край се е подготвил отрядът от българи и кумани, помел в тревненските теснини на прохода към Верея (Стара Загора) император Исак Ангел, битка, която затвърждава окончателно Втората българска държава. До обединението с останалите западни и югозападни части на България е носела името Загора. Участието на куманите в това велико дело е исторически доказано, както и тяхното присъствие в земите на Асеневци край Търново – крепостта „Стринава“. Такова доказателство е село Кумани. Също така и село Кумановци е квартал на Царева Ливада. Васил Аврамов смята, че жителите и на с. Гостилища са потомци на куманите. Куманите оставили с името на селото една надгробна могила обрасла с гора, западно от селото. Този крайно интересен археологически обект, привлякъл вече вниманието на иманярите, има основа с диаметър над 50 метра и е висок около 8 – 10 метра. Следователно, става дума за голям кумански вожд. Над върха над селото, наречен Дренака, под шатрата на огромен дъб, трудно обхващан от петима мъже, наловени на хоро (поразен вече от светкавица), куманите имали оброчище. Там принасяли жертви на езическите си богове. Днес местността се нарича Маслото и до 1939 г. жителите на Куманите правели „курбан“ за здраве. От Дренака в ясни дни се виждат не само настръхналите скали на платото Стринава, но и Търново. Не е изключено именно на тази височина да са се приемали и предавали чрез сигнални огньове заповедите на търновските царе.

### След падането на Търново под османско владичество
Легендата твърди, че тук, край опустелия стан на куманите, намерили убежище търновският болярин Стоян, който избягал от турците може би заедно с болярката Божана, заселила съседното Боженци. Така се слага начало на българското село Кумани. По най-хубавите слънчеви места, до бистрите извори и в близост до върха, от който в ясни дни се вижда Търновград, по негов образ и подобие е била построена Болярската махала. Днес тя се състои от около 15 къщи. И сега тия високи каменни сгради, накацали една над друга по стръмния скат на „Дренака“, покрити със зеленясали от старост плочи, с надвиснали широки стрехи и дълбоки судурми, със стаи, в които греят резбовани слънца по таваните, а по прозорците и чардаците – червени мушката, по градеж удивително напомнят голямата обич и мъка на първите ѝ заселници. Болярката Стоянца ходела в празник със сукай, по подобие на гордите българки от Търново.
Старите хора твърдят, че тук през владичеството турчин не е преспивал. Единственият сторил това, сутринта го постигнало възмездието. Мястото се нарича „Злата долчина“ или „Турски гроб“. Село на скотовъди, дюлгери, дърводелци и каменоделци. През пролетта от Гергьовден – дюлгерите по традиция са тръгвали на гурбет, водени от най-стария майстор, по далечни краища, много често извън пределите на България. Завръщали се чак по Димитровден, когато приключвала занаятчийската строителна работа. Много от тях обаче са оставали на гурбет с години, защото бедната земя в Балкана не е можела да изхрани многобройните им семейства. Щом навършели 14 години, момчетата тръгвали с бащите си по гурбет или с други роднини – вуйчовци и чичовци. Жените чакали своите съпрузи, годеници, братя и синове дълги месеци. Те сами обработвали малките стръмни нивички, сами косяли, сеели, прибирали и подготвяли зимнина. Едновременно с това отглеждали децата без мъжка подкрепа. Православният морал и вяра са помагали на жените да изграждат дом и семейство, да напътстват младите хора и да се грижат за старите и болните. Балканджийките от този край са пример за патриархалните традиции в онази епоха.

## Население
Численост на населението според преброяванията през годините:
| \| Година на преброяване \| Численост \| \| --------------------- \| --------- \| \| 1905 \| 270 \| \| 1910 \| 276 \| \| 1920 \| 264 \| \| 1926 \| 273 \| \| 1934 \| 249 \| \| 2011 \| 1 \| \| 2021 \| 10 \| |           |
| Година на преброяване | Численост |
| 1905 | 270       |
| 1910 | 276       |
| 1920 | 264       |
| 1926 | 273       |
| 1934 | 249       |
| 2011 | 1         |
| 2021 | 10        |

### Религия
Религията е изцяло източноправославна.

## Културни и природни забележителности
Но кой всъщност е построил къщите на Болярската махала? Не вярвам лично болярите да се заели с тая работа. Преданието разказва, че това са били Бодурите. По всяка вероятност те са дошли заедно с тях, били са техни аргати. Големиат род от потомствени строители – Бодуровият, най-напред се е заселил недалеч от Болярската махала, в местността „Мекаша“. По-късно, след едно черкезко нападение, Бодурите напуснали изгорелите си къщи и се настанили току над Болярската махала. Бодурите били високи, едролики, снажни и яки българи. Създавайки своята махала – Бодурската, те трябвало да преодоляат и дерето, за да я свържат с Болярската. Така е бил направен и малкия сводест мост от деветимата братя Бодури, начело с майстор Русин Бодурина. И тук, в източната страна на моста, с лице към Търново, Русин Бодурина вградил вместо сянката на галена жена, една каменна плоча. На тая плоча от сив пясъчник с размери 39/50 см, той е издялал с длето и чук три фигури. В средата с ръце на кръста е застанал прав мъж с едра „бодуреста“ глава, а в ръцете му от двете страни са се впили два звяра. Изображението е покрито с черна боя и според дядо Ангел Иванов от Кумани, вече покойник, плочата датира от преди 450 години. Обяснението на това оригинално каменно изображение е „Това тук е българинът“. Това е българинът, който стои прав и несломим, въпреки че от две страни е нападнат от смъртните си врагове – поробители и чорбаджии. Той е едър и неук, но златорък българин който в ония тъмни времена е имал смелостта да адресира до потомците каменното си писмо. И го е направил по забележителен начин доверявайки ума и сърцето си и вярата си в бъдещето на България, на плочата от пясъчник. „Братя, България не може да загине“. Щастие е, че тази плоча е оцеляла до наши дни. От с. Кумани, който обича пешеходния и природен туризъм, може да достигне до с. Скорци и с. Боженци, съответно за 40 мин. и 1.5 часа. Също така може да се достигне и до „Дряновския“ манастир и пещерата „Бачо Киро“. Пътят до тях е „черен“, волски каруци минавали по тях. Панорамата е великолепна. Откриват се невероятни панорамни изгледи и се наблюдават незабравими изгреви и залези. Тези две пътеки, тази година ще бъдат маркирани и обозначени с туристическа маркировка. Селото наброява около 50 къщи. Те са стари, във възрожденски стил, с високи чардаци, покриви покрити с тикли (каменни плочи) и каменни зидове издигнати от сръчни майстори. Много от тях са над повече от 160 години. Почти всички са обитаеми. Цялото село и природата са един малък екологичен резерват, оазис на отминали времена, съхранили в себе си живота на хората от столетия.

## Личности
В с. Кумани са живели много будни личности. От там е и майсторът – дърворезбар Тачо Обрешков и синът му – не по-малко известен от баща си – Иван Тачов Обрешков и трето поколение майстор – синът – Атанас Иванов Тачев, наследен в занаята от своите двама синове – Веселин и Иван Тачеви, които поддържат семейната традиция и се занимават със строителство и предприемачество в страната и чужбина. …В къщата на Иван Тачев, син на Тачо Обрешков от с. Кумани, в една от стаите има слънце. Иван Тачев бил голям майстор на „бялата“ работа по къщите – дървенията: врати, долапи, прозорци… Не бил истински резбар, но запленен от меките топли дървета (липа, орех, дъб), направил „по столарски“ слънце в гостната стая на бащината си къща. От тази къща е и коренът на учителят по дърворезба в тревненското резбарско училище Станчо Дабков. От него чух: В къщата на моя дядо Тачо (по баща), намерих преди години една ракла, направена със сложна геометрична шашарма. Дядо Тачо само с няколко шопотила и геометрично объркани фигури (оттам „шашарма“), направил тази ракла в 1836 г. и я подписал: „Правиф Тачо“. Село Кумани било встрани от оживените пътища, затова хората му са потърсили препитание в строителството из Добруджа, във Влашко и Анадола. Малкото ниви и добитък оставяли на жените и на многобройната челяд. Осигурявяли им не само препитание но и възпитание. Не е известно от село Кумани да е излязъл мошеник!… Тук се е родил първоучителят на уста Колю Фичето, майстор Иван Давдата, който се казвал Иван Иванов Иванов. Прякорът му иде от „даване“ – много обичал да момага, да дава вещи, пари, майсторлък. От къщата на Цаню Цурев, майстор-строител, в Тревненския музей по зографско и резбарско изкуство се съхраняват резбови иконостас и сандъче за семейни реликви. От село Кумани е и един от най-добрите преподаватели по дърворезба в Училището по изкуствата в град Трявна. Ангел Цанев Иванов, починал 1960 г., бил рядък майстор на рингове (пещи за тухли, правени на ръка). И още колко майстори е дало на България село Кумани. Местните твърдят, че уста Колю Фичето е роден в Кумани, но рано овдовялата му майка го е завела съвсем малък в Дряново, където се омъжила повторно. Оттук и познанството на Колю Фичето с майстор Иван Давдата. Но документи не потвърждават това твърдение, тъй че дряновци да спят спокойно.
Тук в селото живее пенсионираният учител Слави Будуров, който е направил родословно дърво, от което личат родствените връзки в селището, и с това е допринесъл за съхранението на родовата памет на всички коренни жители на с. Куманите. Но не само строители е имало тук, имало е и други занаятчии. Тук е живял и един от най-големите производители на лимонада в Северна България – Имрикязов и още много други известни хора. Гостите на селото се възхищават на архитектурата, на атмосферата и на хората които са обитавали тези възрожденски къщи. Днешните собственици на къщи се стремят да запазят, да съхранят тази красива и неповторима архитектура.

## Снимки от с. Куманите
- Стара възрожденска къща строена през 1861 – 1863 г. Обновена през 1990 г. и 2005 – 2007 г.
- Улица в с. Кумани.
- Цаньо и Маньо със стадото си.
- Зимна приказка в с. Кумани.
- Млади хора от с. Кумани-снимката е направена най-вероятно в гр. Трявна ок. 1926 г.
- Пена и Продан Славкови, 1926 г.
- Жени от с. Кумани ок. 1930 г.